# Cartirana
Cartirana ist ein spanischer Ort in der Provinz Huesca der Autonomen Gemeinschaft Aragonien. Cartirana, im Pyrenäenvorland liegend, gehört zur Gemeinde Sabiñánigo. Der Ort hatte 52 Einwohner im Jahr 2015.
Der Ort liegt etwa zwei Straßenkilometer nordwestlich von Sabiñánigo.

## Geschichte
Cartirana wurde erstmals im Jahr 1100 genannt.

## Sehenswürdigkeiten
- Pfarrkirche San Martín, einziger Rest aus der romanischen Bauzeit ist ein Portal zum Chor[1]
- Ermita de Santa Lucía